# Graphiurus kelleni
Graphiurus kelleni is een zoogdier uit de familie van de slaapmuizen (Gliridae). De wetenschappelijke naam van de soort werd voor het eerst geldig gepubliceerd door Reuvens in 1890.

## Voorkomen
De soort komt voor in Angola, Burkina Faso, Kameroen, de Centraal-Afrikaanse Republiek, Congo-Kinshasa, Gambia, Kenia, Mali, Nigeria, Niger, Senegal, Tanzania en Oeganda.